# Barichneumon tropicus
Barichneumon tropicus är en stekelart som först beskrevs av Heinrich 1934.  Barichneumon tropicus ingår i släktet Barichneumon och familjen brokparasitsteklar. Inga underarter finns listade.